# Тахко

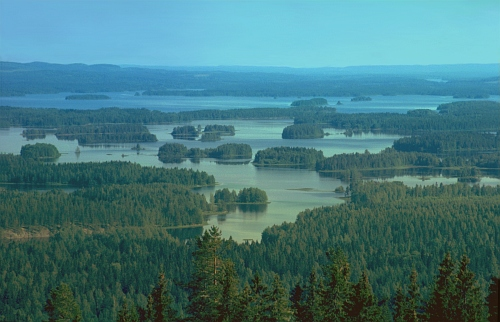

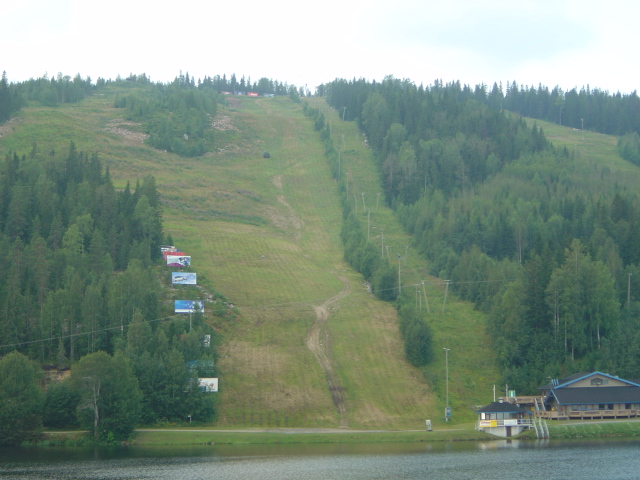

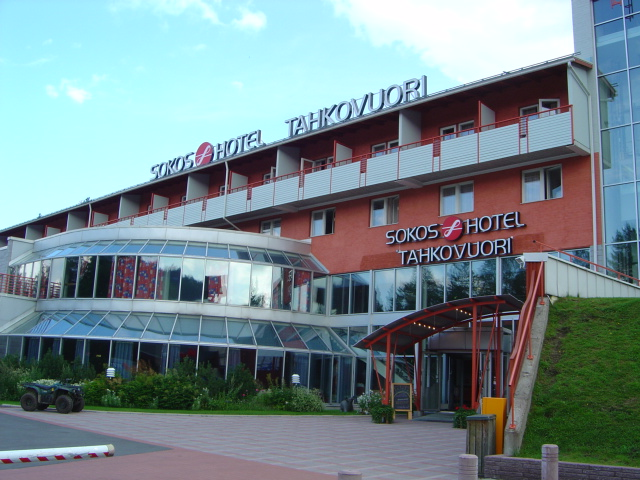
Sokos Hotel

Тахко (Tahko) или Тахковуори (фин. Tahkovuori) — горнолыжный курорт и круглогодичный туристический центр Финляндии. Расположен недалеко от города Нильсия, в 70 км от регионального центра Куопио.
Курорт расположен в районе горы Тахковуори, на озере Сювяри (Syväri).
История курорта начинается в 1968 году, когда на горе Тахкомяки (Tahkomäki) была построена первая горнолыжная трасса. В последующие годы Тахко преображался, постепенно приобретая черты современного международного курорта.

## Инфраструктура
В Тахко представлены на выбор туристов более 800 вариантов проживания разного уровня. Это и отели, например, Break Sokos Hotel Tahko и UKKO, коттеджные поселки Golden Resort, Tahko hills, Rinnepelto, Tahko-Tours, Tahko-Bungalows и др., а также апарт-отели Tahko Junior Suite, Tahkon Kehto и Tahkovuori Chalets.
На данный момент в Тахко функционирует 14 подъемников и 23 склона. На склонах Тахко расположены многочисленные рестораны и бары, и коттеджные поселки. Тахко предлагает разнообразные возможности для проведения отдыха: горнолыжный спорт и катание на беговых лыжах, сафари на снегоходах и квадроциклах, гольф, маунтинбайкинг, конный спорт, туристические походы, катание на байдарках и каноэ, занятие греблей и рыбалка; начиная с 2005 года — боулинг, плавательный СПА-бассейн, и другие разнообразные виды активного отдыха в многофункциональном спортивном комплексе.

## Мероприятия
Недалеко от курорта Тахко расположена арена Nilsiän Louhosareena, рассчитанная на 2000 человек, на сцене которой, помимо обычных концертов, можно услышать оперу. Рядом со склонами Тахко, на озере Сювяри Syväri находится остров Ахолансаари. Остров Ахолансаари представляет собой центр для проведения курсов и свободного времени, работающий в духе пиетизма. Его владелец — фонд Ахолансаари (Aholansaari), цель которого лелеять церковное и культурно-историческое наследие лидера пиетизма Пааво Руотсалайнена, а также поддержание духовной жизни в духе пиетизма. На острове расположен музей фонда.